# Bröckel
Bröckel (Nederduits: Bräukel) is een gemeente in de Duitse deelstaat Nedersaksen. De gemeente maakt deel uit van de Samtgemeinde Flotwedel en hoort bestuurlijk bij de Landkreis Celle.
Bröckel telt 1.879 inwoners. Tot de gemeente behoren de Ortsteile Katzhorn en Weghaus.
Bröckel ligt aan de Bundesstraße 214. Het is een economisch weinig belangrijk boeren- en forensendorp.
Het dorp, en de (sedert de Reformatie in de 16e eeuw evangelisch-lutherse) dorpskerk, worden in 1215 voor het eerst in een document vermeld.

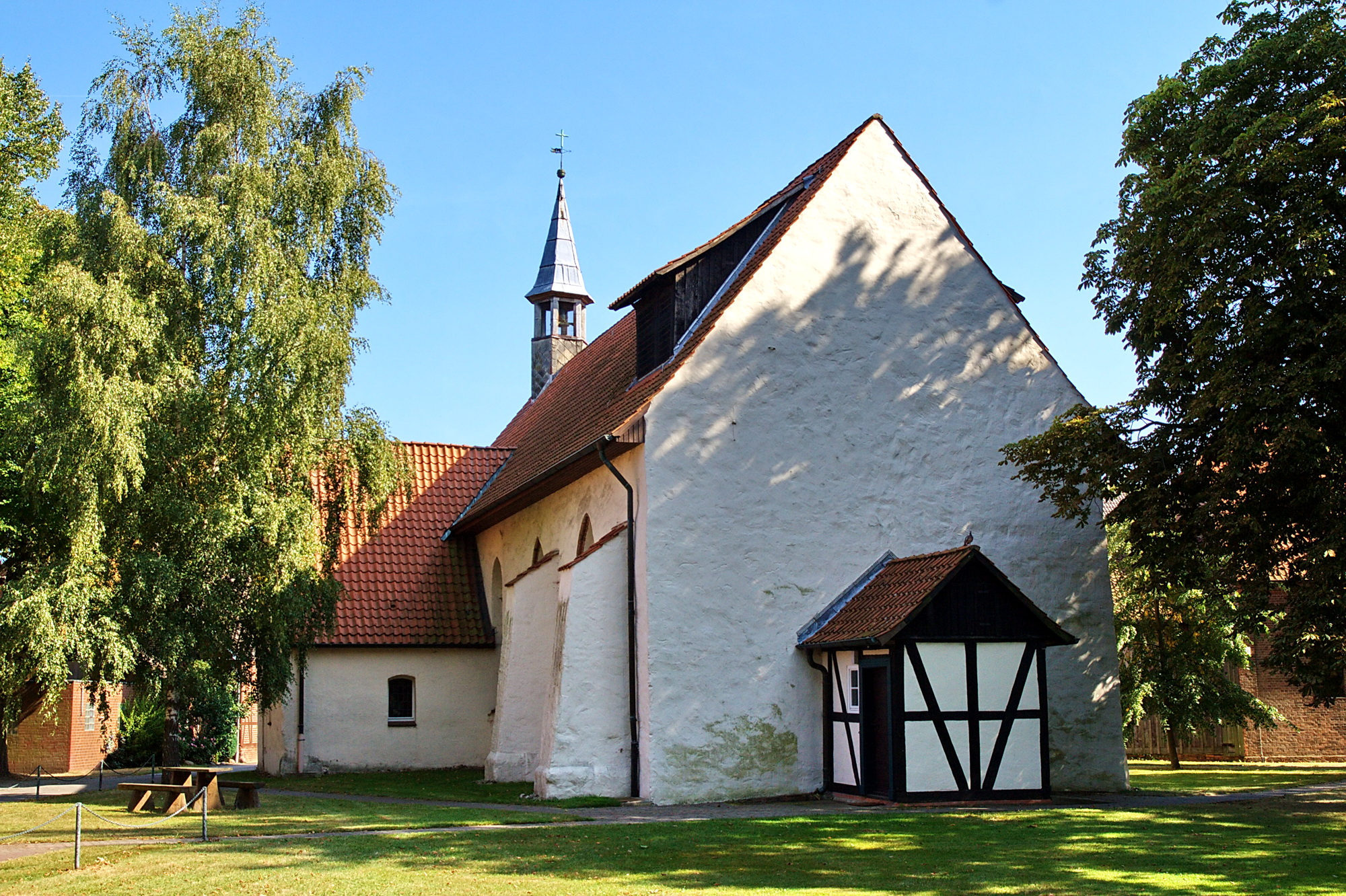
Mariakerk Bröckel (ten dele 13e-eeuws, grotendeels omstreeks 1500 herbouwd)

- Gemeinsame Normdatei: 2031488-7
- Virtual International Authority File: 143723599

Adelheidsdorf ·
Ahnsbeck ·
Beedenbostel ·
Bergen ·
Bröckel ·
Celle ·
Eicklingen ·
Eldingen ·
Eschede ·
Faßberg ·
Hambühren ·
Hohne ·
Lachendorf ·
Langlingen ·
Lohheide (gemeentevrij gebied) ·
Nienhagen ·
Südheide ·
Wathlingen ·
Wienhausen ·
Wietze ·
Winsen (Aller)